# 市立札幌山の手支援学校
市立札幌山の手支援学校（しりつ さっぽろやまのてしえんがっこう）は、北海道札幌市西区山の手5条8丁目にある公立特別支援学校。病理的疾患や知的な障がい等のある児童・生徒が学ぶ。

## 概要
2021年4月8日現在で、児童・生徒数は、小学部が5名、中学部が6名、高等部が6名である。
床上学習（病室で授業を受ける）や病状の急変への対応を考慮し、隣接する国立病院機構北海道医療センター（旧:西札幌病院）と廊下でつながっている。また病状が回復した生徒は、同校に籍を置いたまま元の通学校に戻る「試験登校」を行う場合がある。

## 沿革
- 1956年9月1日 - 国立札幌療養所内に札幌市立琴似小学校・中学校分教室として養護学級を開設[1]。
- 1957年7月16日 - 校舎建設[1]
- 1958年4月1日 - 札幌市立琴似小学校・中学校分校となる[1]。
- 1962年4月1日 - 札幌市立山の手小[注釈 1]・中学校として独立[1]
- 1963年4月1日 - 札幌市立山の手養護学校となる[1]
- 1969年4月1日 - 高等部（北海道真駒内養護学校高等部分教室）開設[1]
- 1972年4月1日 - 高等部を札幌市に移管、札幌市立山の手養護学校高等部となる[1]
- 1973年12月20日 - 鉄筋3階建ての2代目校舎完成[1][2]
- 2010年8月30日 - 北海道医療センターと校舎の間に渡り廊下を設置[1]
- 2020年8月1日 -  市立札幌山の手支援学校に改称[1]
- 2020年8月 - 2代目校舎の隣接地に3代目校舎が完成し、移転。

## 教育方針
「夢」、「挑戦」、「自立」
- 心身の健康回復や改善を図り、
- ひとりひとりの可能性を伸ばし、
- 心豊にたくましく生きる児童生徒を育てる

## 生徒会活動・部活動など
- 高等部には、美術部と書道部、音楽部（MF部）、バドミントン部、そして図書局がある。

## 備考
- 1960年、野球ファンだった本校の女子生徒4名が、読売新聞北海道支社・川岸近衛記者に王貞治宛のファンレターを託し送った。この一件がきっかけで、同支社の若い記者の支援により、同年には王の同校慰問が実現し以後2001年までに計38度同校を訪問した[3]。また1990年からは王の意思を引き継ぐ形で吉村禎章が訪問を続けており2018年には日本のプロ野球選手による社会貢献活動の始まりとして両名がゴールデンスピリット賞特別賞を受賞した[3][4]。
- 校舎はエレベーターや車椅子用トイレなどを備え、バリアフリーを重視した作りとなっている。
- 授業のほかに英語検定や漢字検定、ワープロ検定等の資格取得にも支援している。